# Willem van Newburgh

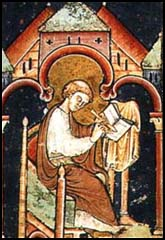

Willem van Newburgh of William of Newburgh, ook William of Newbury, Guilelmus Neubrigensis, Wilhelmus Neubrigensis, Willelmus de Novoburgo en William Parvus genoemd (ca. 1136 - ca. 1198), was een Engels reguliere kanunnik en schrijver.
Hij schreef het werk Historia rerum Anglicarum, dat de Engelse geschiedenis tussen 1066 en 1198 beschrijft.